# 拉臘克島

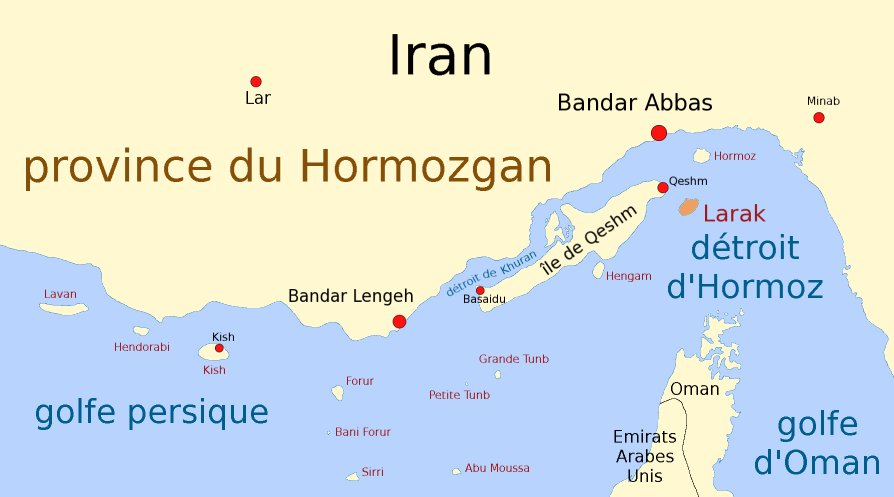
橙色者为拉腊克岛

拉臘克島是伊朗的島嶼，位於波斯灣，由霍爾木茲甘省負責管轄，距離霍爾木茲島18公里，長10公里、寬6.5公里，面積49平方公里，最高點海拔高度158米。拉腊克岛距阿曼穆桑代姆省的大奎因岛（阿拉伯语：‎）仅39公里，这两座岛屿之间是霍尔木兹海峡最狭窄处。
与附近的霍尔木兹岛、格什姆岛一样，拉腊克岛在16世纪同样为葡萄牙人所占据，并在岛上兴建了堡垒。该岛在两伊战争期间的1986年11月-12月间，遭到过伊拉克的轰炸。
岛上设有伊朗的军事基地，1987年中国产的海鹰二号岸舰导弹被设置在此地。

## 外部連結
- Pars Times: Images of Larak （页面存档备份，存于）

26°51′N 56°21′E / 26.850°N 56.350°E